# Сан-Марино на зимових Олімпійських іграх 1976
Сан-Марино вперше взяло участь у Зимових Олімпійських іграх, відправивши команду на Зимові Олімпійські ігри 1976 року в Інсбрук (Австрія), але не завоювало жодної медалі. Країну представляли 2 спортсмени (обидва чоловіки) в одному виді спорту.

## Результати змагань

### Гірськолижний спорт
Чоловіки
| Сортсмен            | змагання           | Спуск 1 | Спуск 1 | Спуск 2 | Спуск 2 | Всього  | Всього |
| Сортсмен            | змагання           |         | Місце   | Час     | Місце   | Час     | Місце  |
| ------------------- | ------------------ | ------- | ------- | ------- | ------- | ------- | ------ |
| Джорджіо Чеччетті   | Гігантський слалом | 2:37.15 | 82      | 2:41.02 | 51      | 5:18.17 | 51     |
| Мауріціо Баттістіні | Гігантський слалом | 2:33.33 | 81      | DNF     | —       | DNF     | —      |
| Мауріціо Баттістіні | Слалом             | DNF     | —       | —       | —       | DNF     | —      |